# Janine van der Meer
Janine van Der Meer, née le 17 février 1994 à Ridderkerk, est une coureuse cycliste néerlandaise.

## Palmarès sur route

### Palmarès par années
- 2012
  - 2e du championnat des Pays-Bas sur route juniors

- - 3e du Tour de Kerspelen
- 2014
  - Herford Frühjahrsrennen
  - 2e de Omloop van het Ronostrand
- 2018
  - Diamond Tour
  - Oostvoorne
  - 2e du Lotto Cycling Cup pour Dames
  - 2e de Alkmaar
  - 2e du Grand Prix Sofie Goos